# Racine Coly
Pour les articles homonymes, voir Coly.
Racine Coly, né le 8 décembre 1995 à Dakar, est un footballeur sénégalais qui évolue au poste de défenseur a l’İstanbulspor.

## Biographie
Avec l'équipe du Sénégal des moins de 20 ans, il participe à la Coupe d'Afrique des nations junior en 2015. Lors de cette compétition, il ne joue qu'un seul match, contre le Mali en demi-finale. Le Sénégal s'incline en finale face au Nigeria.
Lors du dernier jour du mercato d'été 2017 (le 31 août), Racine Coly rejoint l'OGC Nice pour un contrat de cinq ans. Ses débuts à l'OGC Nice sont compliqués. N'entrant pas dans les plans de l'entraîneur Lucien Favre, il ne joue qu'un seul match, en Ligue Europa, lors de la première partie de saison. Il ne s'impose pas non plus au cours de la saison 2018-2019, ne jouant que six rencontres de Ligue 1 en tant que titulaire sous les ordres de Patrick Vieira.

## Palmarès
- Finaliste de la Coupe d'Afrique des nations junior en 2015 avec l'équipe du Sénégal des moins de 20 ans